# Khang Hi
Thanh Thánh Tổ (chữ Hán: 清聖祖; 4 tháng 5 năm 1654 – 20 tháng 12 năm 1722), Tây Tạng tôn vị Văn Thù Hoàng đế (文殊皇帝), là vị hoàng đế thứ ba của nhà Thanh và cũng là hoàng đế nhà Thanh thứ hai trị vì toàn cõi Trung Quốc (từ năm 1661 đến năm 1722), tổng cộng 61 năm. Trong thời gian trị vì, ông dùng niên hiệu Khang Hi (康熙), nên thường được gọi là Khang Hi Đế (康熙帝).
Trong lịch sử nhà Thanh, Khang Hi được đánh giá là vị hoàng đế tài ba lỗi lạc nhất, là người đã thiết lập sự thịnh trị kéo dài 134 năm của nhà Thanh sau một loạt các cuộc chiến tranh và những chính sách tích cực khiến dòng họ Ái Tân Giác La giữ vững ngôi vị hoàng đế Trung nguyên. Ông được đánh giá là một trong những vị hoàng đế vĩ đại nhất lịch sử Trung Quốc và được xưng tụng là Khang Hi Đại đế (康熙大帝). Dưới thời cai trị của ông, Đế quốc Đại Thanh đã hoàn thành thống nhất và kiểm soát toàn bộ lãnh thổ Trung Hoa, Mãn Châu, Đài Loan, nhiều phần của vùng Cận Đông nước Nga, bảo hộ Mông Cổ và Triều Tiên.
Những năm cuối đời, với việc Nhị A Ca Dận Nhưng liên tục gặp vấn đề về nhân cách, đã hai lần bị phế ngôi thái tử, Khang Hi còn phải đau đầu khi các con của ông chia bè kéo cánh hòng chiếm đoạt hoàng vị, sử gọi là Cửu tử đoạt đích (九子夺嫡) và phần thắng thuộc về Tứ A Ca Dận Chân, tức Ung Chính Đế. Việc Khang Hi băng hà tại Sướng Xuân viên và việc Dận Chân kế thừa di mệnh lên ngôi đến nay vẫn còn gây tranh cãi. Tuy nhiên, Ung Chính sau khi lên ngôi đã chứng minh mình là một hoàng đế tài giỏi và siêng năng, đã kế tục và duy trì sự cường thịnh của Đại Thanh, do vậy vấn đề chính thống của ông dần trở thành một câu chuyện bên lề được đưa ra bàn luận.
Khang Hi là hoàng đế ngồi trên ngai vàng lâu nhất trong lịch sử Trung Hoa (61 năm) và là một trong những nhà cai trị tại vị lâu nhất trong lịch sử thế giới. Thời gian tại vị của ông được xem là mở đầu của Khang Càn thịnh thế (康乾盛世) kéo dài 134 năm. Cháu nội của ông, Càn Long Đế rất ngưỡng mộ ông, không dám vượt quá số năm trị vì của tổ phụ, nên đã thoái vị sau 60 năm cầm quyền để nhường ngôi cho Gia Khánh Đế.

## Lên ngôi

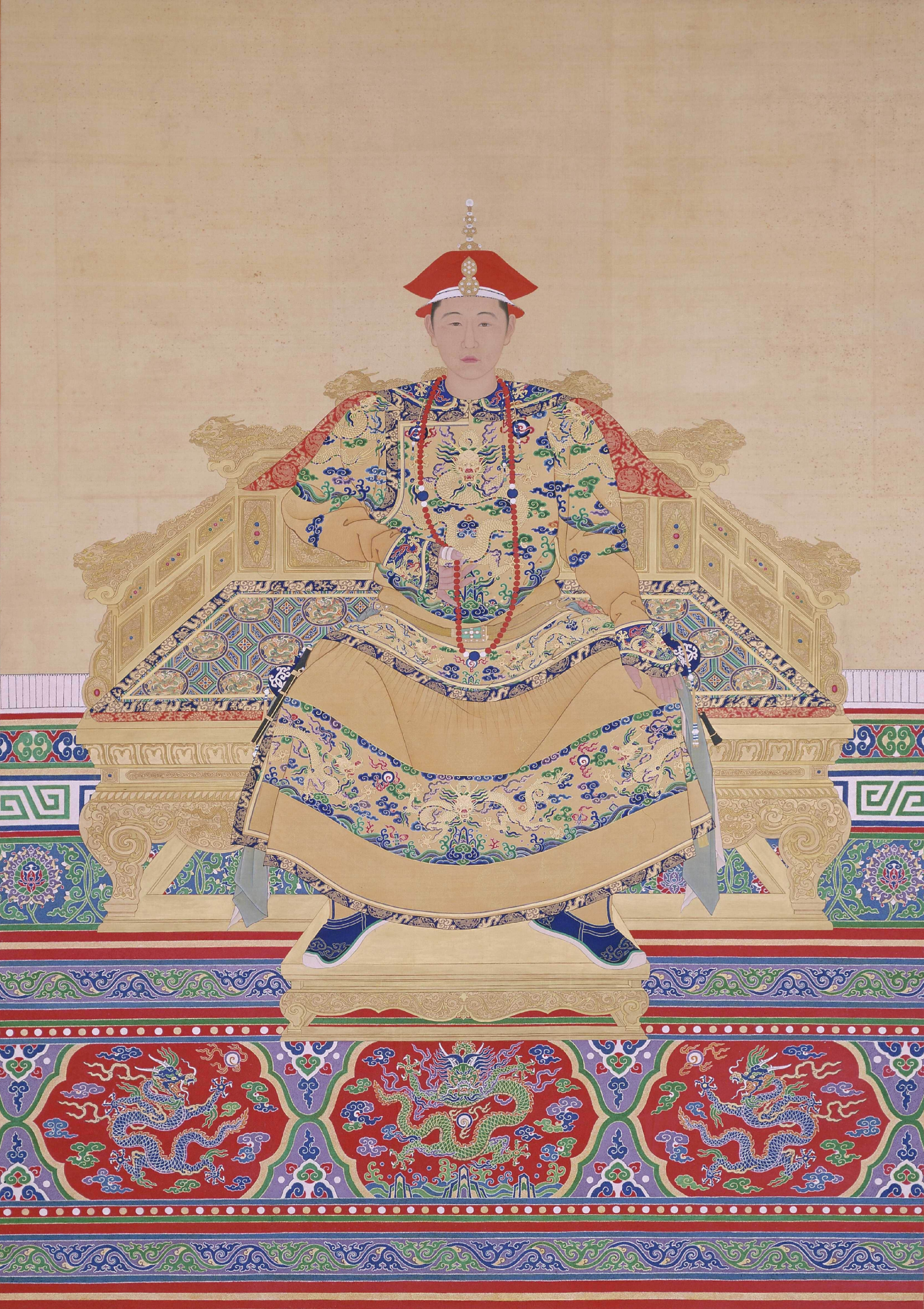
Chân dung của Hoàng đế Khang hy lúc trẻ

Khang Hi tên thật là Huyền Diệp (玄燁; tiếng Mãn: ᡥᡳᠣᠸᠠᠨ
ᠶᡝᡳ, Möllendorff: hiowan yei, Abkai: hiuwan yei), họ Ái Tân Giác La, sinh vào ngày 18 tháng 3 năm Thuận Trị thứ 11 (1654) tại Cảnh Nhân cung, Tử Cấm Thành, Bắc Kinh. Ông là con trai thứ ba của Thanh Thế Tổ Thuận Trị Hoàng đế, mẹ ông là Hiếu Khang Chương hoàng hậu Đông Giai thị, vốn là Hán quân Chính Lam kỳ, sau được nhập vào Mãn Châu Tương Hoàng kỳ.
Từ nhỏ, Huyền Diệp đã được chú ý dạy dỗ chu đáo và tỏ ra thông minh ham học, lên 5 tuổi bắt đầu học hành. Khoảng lúc này, ông bị mắc bệnh đậu mùa. Lúc đó được coi như điềm báo tử, thế nhưng ông cuối cùng lại sống sót qua khỏi, điều này đã khiến Thuận Trị ấn tượng và chú ý ông hơn. Nhà Hán học Herbert Giles ghi chép lúc đương thời, mô tả ông là một người tương đối cao và có thân hình cân đối, ông rất thích các môn thể dục hay luyện tập của phái nam và dành hẳn 3 tháng mỗi năm để thực hiện săn bắn, một loại hình vận động truyền thống của các Hoàng đế thời cổ đại. Mắt ông to và sáng bừng cả mặt, có thể thấy vài đốm nhỏ do di chứng của căn bệnh đậu mùa.
Năm Thuận Trị thứ 18 (1661), ngày 2 tháng 1 (âm lịch), Huyền Diệp mới 8 tuổi. Thuận Trị Đế mắc bệnh đậu mùa nằm liệt giường. Mẹ của Thuận Trị, cũng là bà nội của Huyền Diệp là Chiêu Thánh Hoàng thái hậu ủng hộ việc lập Huyền Diệp lên kế vị. Thuận Trị tuyên bố lấy cớ Huyền Diệp từng mắc đậu mùa mà khỏi, nên cho là điềm lành, ra chỉ bố cáo lập [Tam A Ca Huyền Diệp trở thành Hoàng thái tử], đồng thời bổ nhiệm 4 đại thần làm phụ chính là Sách Ni, Tô Khắc Tát Cáp, Át Tất Long và Ngao Bái. Ngày 6 tháng 1 (tức ngày 4 tháng 2 dương lịch) cùng năm, Thuận Trị Đế băng hà. Ngày 7 tháng 1 (tức ngày 5 tháng 2 dương lịch), Huyền Diệp đăng cơ, sang năm sau (1662) đổi niên hiệu thành Khang Hi (康熙).

## Trừ Ngao Bái
Vì Khang Hi mới 8 tuổi, chính sự do 4 đại thần phụ chính lo liệu. Trong số 4 đại thần, Ngao Bái là người có nhiều chiến công nhất và được phong thưởng nhiều, nên tỏ ra ngang tàng, coi thường vua nhỏ. Sách Ni tuổi già lắm bệnh nên ngại việc, ít tham gia chính sự; Át Tất Long tính tình mềm mỏng, ngại va chạm, không muốn gây xung đột; chỉ có Tô Khắc Tát Cáp tuy ít tiếng nói nhất nhưng thẳng thắn cương trực, thường hay tranh luận với Ngao Bái.
Năm 1666, Ngao Bái giết hại Tổng đốc Trực Khang – Sơn Đông là Chu Xương Tô, Tuần phủ Vương Đăng Liên. Trước sự chuyên quyền của Ngao Bái, Tô Khắc Táp Cáp tức giận, hai người trở thành đối đầu. Tô Khắc Táp Cáp ít kinh nghiệm, lại một mình một chủ trương, không chỉ đối đầu với Ngao Bái mà còn mâu thuẫn với Sách Ni, do đó bị cô lập. Ngao Bái tìm cách vu cáo Tô Khắc Táp Cáp để buộc tội, và thúc ép Khang Hi ban lệnh xử tử. Sau khi 3 đại thần qua đời, không còn ai phản đối Ngao Bái, vì vậy ngày càng chuyên quyền. Những ai muốn tâu việc lên vua đều phải tâu qua Ngao Bái và đút lót mới được cất nhắc, bổ dụng. Ngao Bái muốn tiếp tục duy trì đường lối chỉ dùng người Mãn làm quan, hạn chế người Hán vào triều. Sự chuyên quyền của Ngao Bái khiến Khang Hi không hài lòng.
Năm 1667, Khang Hi 14 tuổi, tự mình đứng ra xem xét việc triều chính và muốn trừ bỏ Ngao Bái. Do Ngao Bái đang là phụ chính, bè cánh lại đông, chưa thể trừ bỏ ngay, nên Khang Hi bề ngoài vẫn tỏ ra kính trọng Ngao Bái, khiến ông ta càng được thể làm càn, thường cáo bệnh ốm không vào triều, khiến vua phải đến tận nhà thăm hỏi. Một lần Khang Hi tới thăm, thấy Ngao Bái không hề ốm yếu. Bỗng nhà vua phát hiện dưới đệm có con dao. Ngao Bái rất lo lắng nhưng Khang Hi lại không tỏ thái độ gì, cho rằng việc mang dao bên người là tập quán bình thường của người Mãn. Do đó Ngao Bái yên tâm không bị Khang Hi nghi ngờ.
Lấy lý do thích đánh cờ, Khang Hi triệu con của Sách Ni là Sách Ngạch Đồ vào cung để bàn kế trừ Ngao Bái. Ông phong cho Ngao Bái làm Nhất đẳng công để ông ta lơ là mất cảnh giác, mặt khác lấy cớ thích học võ nghệ để tuyển chọn nhiều người trong hàng ngũ con em thân vương làm thị vệ cho Ngao Bái. Sau đó, ông lấy cớ điều bớt những vây cánh của Ngao Bái đi làm quan ở nơi xa.
Năm 1669, khi Ngao Bái vào cung yết kiến, Khang Hi ra lệnh cho đội thị vệ thân tín bắt giữ. Ông hạ chỉ cách chức Ngao Bái, hạch ra hơn 30 đại tội. Nhưng vì Ngao Bái là Nguyên lão Tam triều, công trạng rất lớn, nhất là công cứu sống Hoàng Thái Cực và phò tá Thuận Trị lên ngôi, Khang Hi tha chết cho Ngao Bái, giam suốt đời trong ngục. Toàn bộ vây cánh của Ngao Bái bị bắt giữ, những kẻ thân tín bị xử trảm. Ngao Bái sau khi bị tống vào ngục trở nên u uất, không lâu sau lâm bệnh chết trong ngục. Khang Hi chính thức nắm quyền điều hành triều chính, khi đó ông 16 tuổi.

## Hoàn thành thống nhất quốc gia

### Dẹp loạn Tam phiên

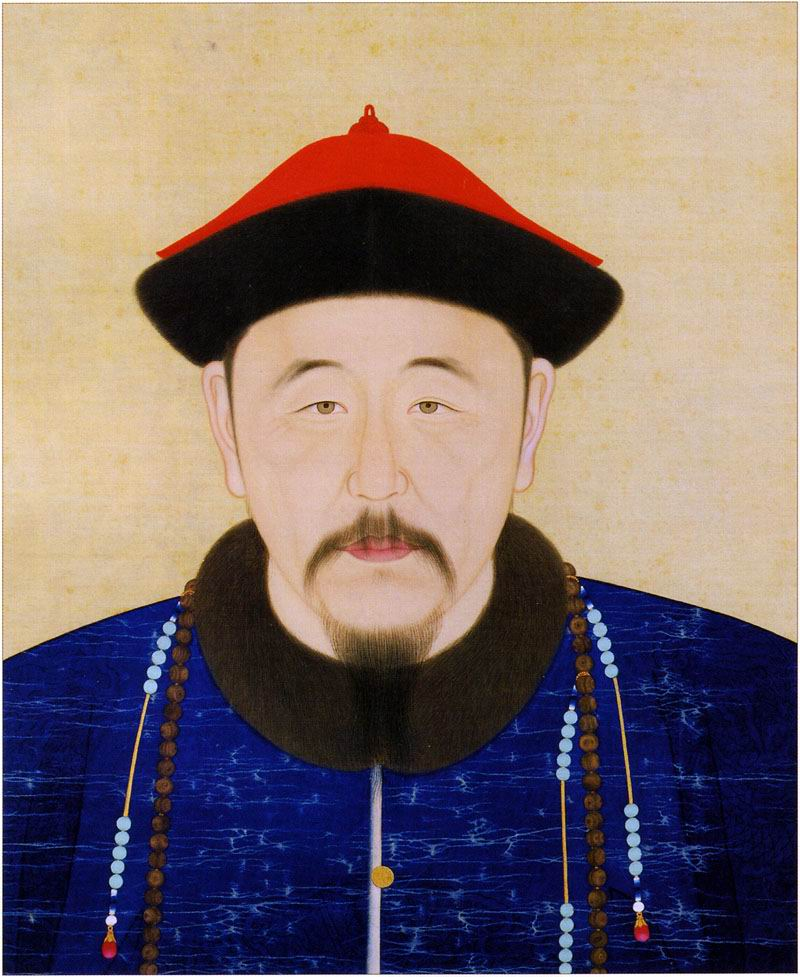
Khang Hy Đế năm 40 tuổi.

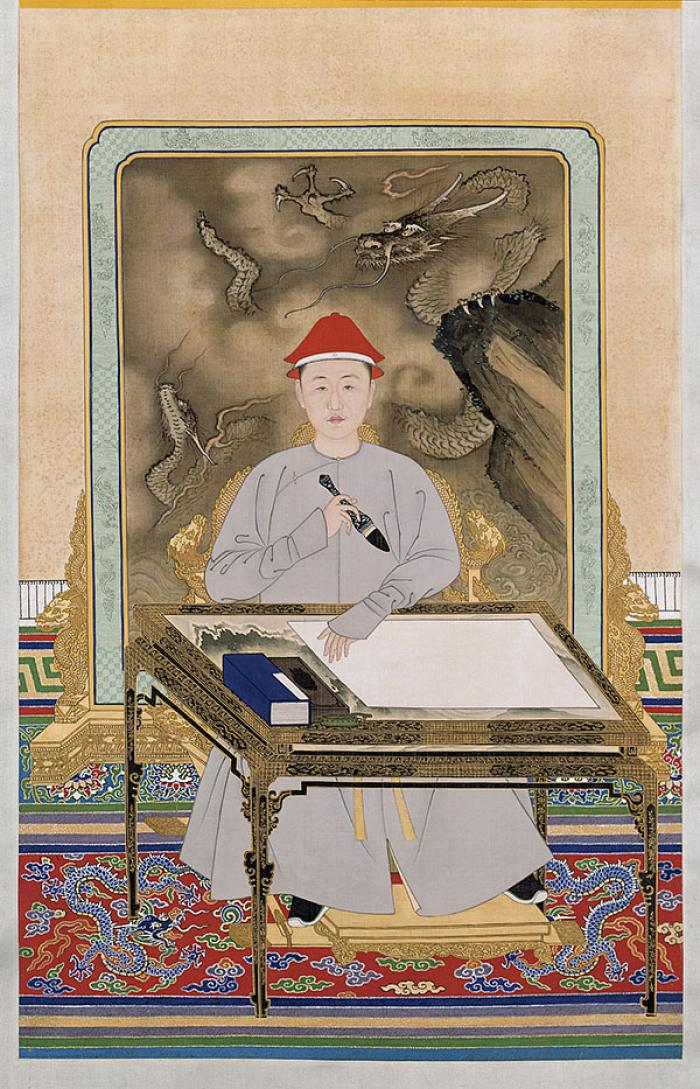
Khang Hy Đế khi thành niên.

Việc Khang Hi trừ bỏ Ngao Bái khiến nhiều quan lại chính trực rất vui mừng và khâm phục. Tuy trong triều đã yên nhưng tình hình bên ngoài còn nhiều việc. Lãnh thổ Trung Quốc chưa hoàn toàn được thống nhất, vẫn còn nguy cơ để lại từ cuối thời Minh: đó là "tam phiên" tức 3 vị vương từng là hàng tướng của nhà Minh gồm Bình Tây vương Ngô Tam Quế ở Vân Nam, Bình Nam vương Thượng Khả Hỷ ở Quảng Đông và Tĩnh Nam vương Cảnh Tinh Trung ở Phúc Kiến; Trịnh Thành Công vẫn chiếm giữ Đài Loan, Nga Hoàng nhiều lần gây chiến ở biên giới. Vì vậy từ khi chính thức trực tiếp nắm quyền hành, Khang Hi đã tự mình viết tấm biển "tam phiên, hà vụ, tào vận" để đặt ra nhiệm vụ giải quyết những mối lo của triều đình.
Tam phiên có địa bàn cai quản rộng lớn, thế lực ngày càng mạnh, lại là tướng cũ của nhà Minh, trở thành mối lo với nhà Thanh, do đó Khang Hi quyết tâm trừ bỏ. Tháng 3 năm 1673, Bình Nam vương Thượng Khả Hỷ tuổi cao sức yếu dâng thư lên triều đình xin được về hưu dưỡng lão và xin cho con là Thượng Chi Tín kế chức. Khang Hi nắm được cơ hội trừ bỏ, đồng ý với thỉnh cầu từ chức của Khả Hỷ, nhưng không cho Chi Tín kế vị.
Lúc đó con trai Ngô Tam Quế là Ngô Ứng Hùng đang ở Bắc Kinh đã nhanh chóng đưa tin về Vân Nam. Tháng 7 năm đó, tin tức đưa tới miền nam. Ngô Tam Quế và Cảnh Tinh Trung thấy Khang Hi đồng ý với đề nghị rút lui của Thượng Khả Hỷ, lấy làm lo lắng, đồng loạt viết thư xin cáo lão. Các đại thần cho rằng Ngô Tam Quế và Cảnh Tinh Trung không thực lòng rút lui, khuyên ông không nên phê chuẩn vì sẽ gây biến loạn.
Trong khi đó, chỉ có số ít đại thần đồng tình với ý định triệt phiên của Khang Hi như Thượng thư Bộ Hộ Mễ Tư Hàn, Thượng thư Bộ Hình Mạc Lạc, Thượng thư Bộ Binh Minh Châu. Khang Hi muốn nhân cơ hội này trừ bỏ tam phiên nên chấp thuận luôn, và sai Bác Nhĩ Khẳng, Chiết Mại Lễ tới Vân Nam, sai Lương Thanh Tiêu tới Quảng Đông, Trần Nhất Bỉnh tới Phúc Kiến để thi hành mệnh lệnh, thúc giục tam vương rời bỏ ngôi vị.

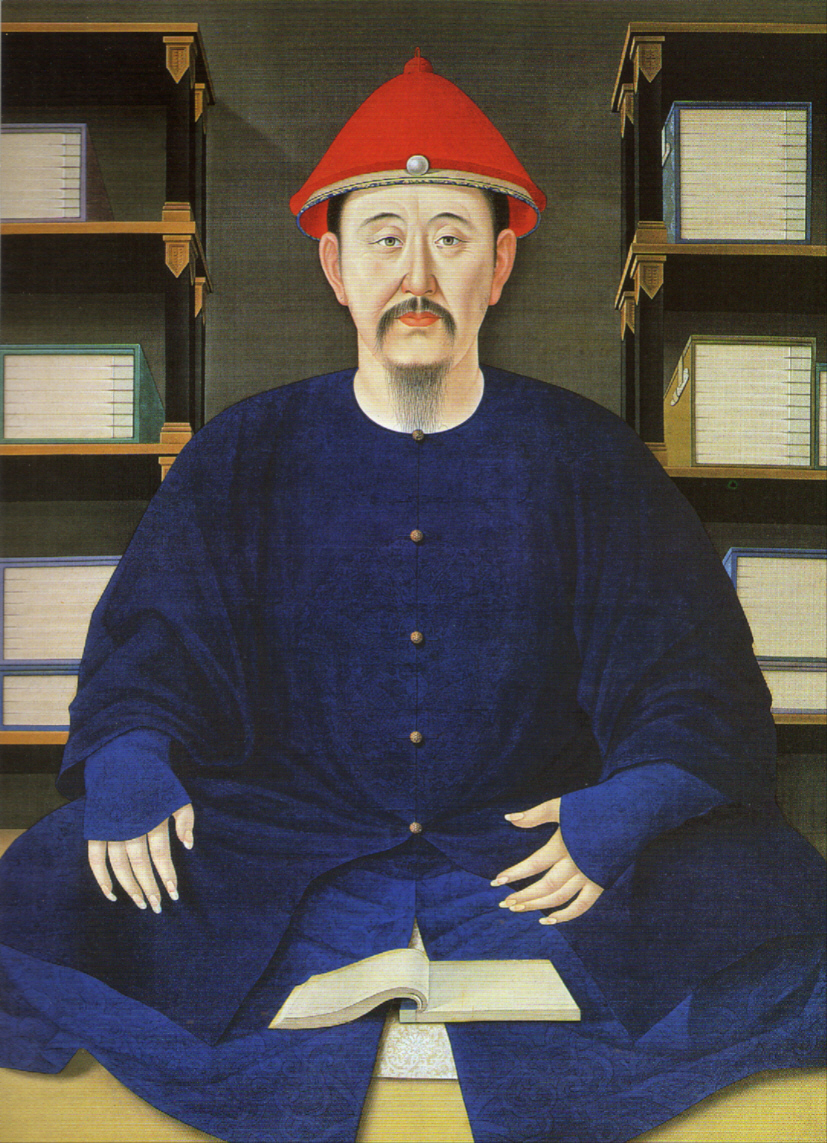
Khang Hy Đế năm 45 tuổi.

Thấy rõ ý định của Khang Hi muốn trừ bỏ mình, Ngô Tam Quế bèn cầm đầu tam vương khởi sự chống lại nhà Thanh. Tam Quế viết thư cho Phúc Kiến và Quảng Đông đề nghị cùng khởi binh với danh nghĩa "phục Minh diệt giặc", tự xưng là "thiên hạ đô chiêu thảo binh mã đại nguyên soái". Thượng Chi Tín và Cảnh Tinh Trung đều hưởng ứng. Con Trịnh Thành Công là Trịnh Tuyền cũng nhân dịp đó mang quân từ đảo Đài Loan vào đất liền đánh chiếm Ôn châu, Tuyền châu, Chương châu....
Quân nổi dậy của Ngô Tam Quế nhanh chóng chiếm giữ Nguyên châu, Thường Đức rồi tiến vào Tứ Xuyên. Tam Quế đích thân tới Thường Đức, Lễ châu chỉ huy chiến trận.
Trước thế mạnh của Tam vương, một số đại thần nhà Thanh khuyên Khang Hi theo nếp cũ của Hán Cảnh Đế từng chém Triều Thố để yên lòng Ngô vương Lưu Tỵ khi mới xảy ra loạn bảy nước, vì vậy nên chém những người đồng tình triệt phiên như Mễ Tư Hàn, Mạc Lạc và Minh Châu để làm vừa lòng Tam phiên. Nhưng Khang Hi kiên quyết phản đối chủ trương đó, vì ông đã thấy trong quá khứ sau khi Hán Cảnh Đế chém Triều Thố, Lưu Tỵ vẫn không giải binh. Vì vậy ông tuyên bố một mình chịu trách nhiệm việc triệt phiên, và lệnh bắt giam con cháu Ngô Tam Quế ở Bắc Kinh là Ngô Ưng Hùng, Ngô Thế Lâm.
Giữa lúc đó Ngô Tam Quế thông qua Đạt Lai Lạt Ma gửi thư tới Khang Hi yêu cầu cho mình được cát cứ phía nam Trường Giang.
Khang Hi bác bỏ đề nghị cát cứ nam Trường Giang của Tam Quế, ra lệnh chém Ngô Ưng Hùng và Ngô Thế Lâm. Ngô Tam Quế thúc quân tấn công 30 thành trì vùng Giang Tây. Thủ hạ của Tam Quế là Vương Bỉnh Phiên tấn công vào Thiểm Cam – hậu phương nhà Thanh. Tháng 1 năm 1675, con nuôi Ngô Tam Quế là Vương Phụ Thần đang làm Đề đốc Thiểm Tây mang quân chiếm Bình Lương. Được Vương Bính Phiên trợ giúp, Vương Phụ Thần chiếm được Thái châu, Lan Châu, Củng Xương, Định Biên. Ngô Tam Quế tuyên bố sẽ chiếm Kinh châu để tiến vào Bắc Kinh.
Trong lúc đó, Cảnh Tinh Trung và Thượng Chi Tín cũng ra quân hưởng ứng Ngô Tam Quế.
Trước tình hình biến loạn, Khang Hi vẫn bình tĩnh chỉ huy cuộc chiến. Ông xác định Ngô Tam Quế cầm đầu cuộc nổi dậy, chỉ cần tập trung lực lượng diệt Ngô Tam Quế. Vì vậy ông tận dụng mâu thuẫn giữa Cảnh Tinh Trung và Trịnh Kinh, ra chiếu gửi Quảng Đông và Phúc Kiến, chấp thuận cho Thượng Chi Tín và Cảnh Tinh Trung tiếp tục làm vương. Đồng thời, ông điều quân Thanh đánh bật quân Đài Loan bị cô lập ra khỏi đại lục.
Năm 1677, Thượng Khả Hy vì mâu thuẫn với Ngô Tam Quế, buồn bực lâm bệnh qua đời. Quân hai xứ Phúc Kiến, Quảng Đông sau khi gặp một số bất lợi bèn chấp nhận yêu cầu của Khang Hi, dâng sớ chấp nhận bãi binh. Yên được hai phía, Khang Hi tập trung lực lượng đối phó với Ngô Tam Quế. Tuy đồng ý trên giấy tờ, hai xứ này vẫn chưa chịu hoàn toàn thần phục.
Thấy vai trò quan trọng của Vương Phụ Thần trong việc giúp lực lượng Ngô Tam Quế phát triển, Khang Hi dùng sách lược vừa đánh vừa dụ. Ông sai con Phụ Thần tới hàng quân Vân Nam, rồi sai Đồ Hải mang quân tới chống Phụ Thần. Phụ Thần trúng kế điệu hổ ly sơn của Đồ Hải, bị hao binh tổn tướng. Bị quân Thanh vây hãm lâu ngày, Vương Phụ Thần hết lương phải ra hàng triều đình.
Quân Thanh chiếm lại trọng điểm Bình Lương khiến Ngô Tam Quế ở Thiểm Tây bị thất thế. Sang năm 1678, quân Thanh giành thắng lợi, đánh chiếm lại Thiểm Tây. Một số tướng lĩnh của Tam Quế là Lâm Hưng Chu, Hàn Đại Nhiệm xin hàng nhà Thanh. Cùng lúc Vương Kiệt Thư đánh bại quân Ngô ở Giang Tây và Chiết Giang khiến Cảnh Tinh Trung không còn ngoại viện, thế cùng phải xin hàng.
Thế cục đã thay đổi, Ngô Tam Quế phải rút về chỉ còn giữ được Vân Nam. Nhưng đầu năm 1678 Ngô Tam Quế vẫn cố xưng đế hiệu ở Hành Dương, đặt quốc hiệu là Chu. Chỉ 5 tháng sau Tam Quế già yếu mắc bệnh qua đời. Cháu Tam Quế là Ngô Thế Phan kế vị.
Năm 1680, Khang Hi điều 3 cánh quân tấn công Vân Nam. Ngô Thế Phan thất bại liên tiếp, quân Thanh chiếm được Côn Minh. Thế Phan bị dồn vào đường cùng, phải uống thuốc độc tự sát. Sang năm 1681, Khang Hi hoàn toàn dẹp được Vân Nam, chấm dứt loạn Tam phiên.

### Chiếm Đài Loan
Sau khi dẹp xong Tam vương, Khang Hi tính tới việc thu hồi Đài Loan bị dòng họ Trịnh Thành Công chiếm trong nhiều năm.
Cha Thành Công là Trịnh Chi Long đã hàng nhà Thanh nhưng Thành Công vẫn một lòng thờ nhà Minh, không thần phục nhà Thanh. Năm 1662, Trịnh Thành Công được sự giúp sức của Hà Đình Bân (phiên dịch cho người Hà Lan), đánh đuổi người Hà Lan trên đảo, chiếm toàn bộ Đài Loan.
Sau khi Trịnh Thành Công chết, họ Trịnh truyền 3 thế hệ qua Trịnh Kinh tới Trịnh Khắc Xương vẫn giữ Đài Loan. Theo đề nghị của Tổng đốc Phúc Kiến là Diêu Khải Thánh, Khang Hi quyết định tấn công Đài Loan nhân có tranh chấp trong nội tộc họ Trịnh. Ông sai Diêu Khải Thánh đánh Đài Loan. Khải Thánh thi hành chính sách vừa đánh vừa dụ của Khang Hi, kết quả dụ được 13 vạn dân Đài Loan quy phục.
Theo sự tiến cử của Diêu Khải Thánh, Khang Hi bất chấp sự phản đối của nhiều người, sai thủ hạ cũ của Trịnh Thành Công là Thi Lang làm đề đốc thủy sư Phúc Kiến phụ trách việc đánh Đài Loan. Nhưng sau khi nhận chức, Thi Lang lại bất đồng quan điểm với Diêu Khải Thánh về việc tiến quân. Khang Hi cho Thi Lang toàn quyền quyết định việc chiến dịch đánh Đài Loan. Mùa hè năm 1683, Thi Lang ra quân một trận đánh bại quân chủ lực họ Trịnh, chiếm được Bành Hồ. Thế cùng, tháng 8 năm đó họ Trịnh xin đầu hàng.
Theo đề nghị của Thi Lang, Khang Hi xóa bỏ chủ trương bỏ Đài Loan để trao cho người Hà Lan. Ông điều quân và dân tới sống tại đảo, xây dựng các huyện Phượng Sơn, Đài Loan, Chư La trên đảo trở thành đơn vị hành chính của Trung Quốc.

## Xung đột biên giới phía bắc

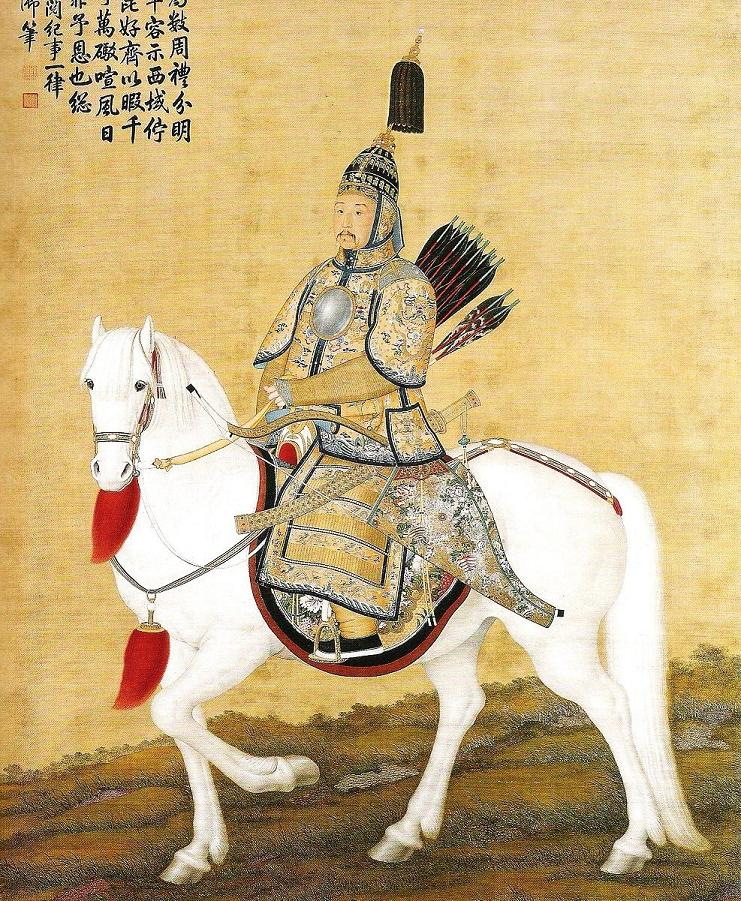
Khang hy Đế mặc quân phục.

### Xung đột với nước Nga
Trong lúc Khang Hi còn phải đánh dẹp trong nước thì quân Nga liên tiếp tấn công vùng Hắc Long Giang của Trung Quốc. Sa hoàng Nga Ivan V còn xây dựng căn cứ Yaksa để dễ bề tấn công Trung Quốc.
Đầu năm 1682, Hoàng đế Khang Hi lên biên giới xem xét tình hình để tổ chức kháng cự. Vào năm 1683, ông bổ nhiệm Tát Bố Tố làm tướng quân Hắc Long Giang tới Ái Huy triển khai phòng ngự.
Vào năm 1685, ông sai đô đốc Bành Xuân và Tát Bố Tố chia hai đường thủy bộ tấn công Yaksa, hạ được thành này và rút về Ái Huy.
Quân Nga điều đại bác từ kinh thành Moskva tới, kéo thêm viện binh từ Nerchinsk tấn công trở lại. Khang Hi lại sai Tát Bố Tố tấn công Yaksa lần thứ 2 vào năm 1686. Sau 3 tháng giao tranh ác liệt, cuối cùng hai bên đều cầm cự. Tới năm 1689, hai bên ký kết hòa ước Nerchinsk xác định biên giới 2 nước. Hòa ước này đảm bảo hòa bình cho biên giới Nga – Trung trong hơn 100 năm.

### Chiến tranh với người Mông Cổ
Một mặt tấn công chính diện, mặt khác Sa hoàng còn giúp cho các tộc Mông Cổ phía bắc tấn công nhà Thanh. Do Sa hoàng ủng hộ, Cát Nhĩ Đan (Galdan, 1670 - 1697) - hãn của Chuẩn Cát Nhĩ, ngày càng lớn mạnh, thống nhất các bộ lạc Mông và năm 1690 mang quân tấn công vào Nội Mông, chỉ còn cách Bắc Kinh 90 km.
Khang Hi bèn thân chinh đi đánh Cát Nhĩ Đan, bất chấp sự phản đối của nhiều đại thần muốn cầu hòa. Hai bên giao chiến ác liệt tại Ô Lan Bố Thông. Cát Nhĩ Đan bố trí phòng thủ "thành lạc đà", dùng hàng ngàn con lạc đà trói chân nằm dưới đất, trên lưng xếp đầy hòm gỗ đựng chăn đệm ướt tạo ra bức thành dài. Nhưng sau đó thành lạc đà bị quân Thanh dùng đại bác bắn vỡ. Cát Nhĩ Đan phải phá vây bỏ chạy.
Năm 1696, Cát Nhĩ Đan lại liên kết với Sa hoàng, mang 3 vạn quân tấn công Trung Quốc lần thứ 2. Khang Hi lại thân chinh mang 10 vạn quân đi đánh, chia làm 3 cánh: Tát Bố Tố phía đông, Phí Dương Cổ chỉ huy phía tây và ông tự mình đi trung quân. Kết quả quân Thanh thắng trận, đuổi được Cát Nhĩ Đan.
Sang năm 1697, Cát Nhĩ Đan tấn công lần thứ 3. Khang Hi lại phải thân chinh một lần nữa. Lần này Cát Nhĩ Đan thất bại nặng, phải chạy về căn cứ Y Lợi, nhưng Y Lợi đã bị cháu là Sách Vọng A Na Bố Thản làm phản chiếm giữ. Cát Nhĩ Đan định chạy sang Tây Tạng nhưng đường đi bị quân Thanh ngăn trở. Nhiều thủ hạ đầu hàng quân Thanh, Cát Nhĩ Đan bèn tự vẫn chết trong tuyệt vọng.
Sau này Sách Vọng A Na Bố Thản (Tsewang Rabtan) lại mang quân chiếm Tây Tạng. Năm 1720 Khang Hi điều binh đánh đuổi Sách Vọng, hộ tống vị Đạt Lai Lạt Ma VII của Tây Tạng về nước. Từ đó nhà Thanh cử sứ thần và quân sĩ tới chiếm lĩnh vùng Tây Tạng. Từ năm 1722, Khang Hi phái quân tiến vào Urumqi, mở đầu việc chiếm giữ Tân Cương sau này.

## Xây dựng đất nước

### Lãnh thổ
Thời kỳ Khang Hi cai trị, lãnh thổ Trung Quốc phía đông giáp biển, phía nam giáp Đại Việt, phía tây vượt Thông Lãnh, phía bắc đến Siberia. Từ trước đến thời Khang Hi, Trung Quốc chưa từng có thời kỳ nào lãnh thổ rộng lớn, thống nhất, đa sắc tộc và được quản lý hiệu quả, lâu dài như vậy.

### Chế độ quan lại
Sau khi thống nhất quốc gia, Khang Hi bắt tay vào chỉnh đốn bộ máy quan lại. Ông thực thi thưởng phạt nghiêm minh, chiêu nạp nhân tài trong toàn quốc để thu dụng.
Khang Hi luôn dậy sớm từ 3 giờ sáng làm việc. Ông không hài lòng về tình trạng quan lại tham ô, ức hiếp dân chúng. Trong những lần đi tuần thú, ông được các quan lại địa phương dâng mỹ nữ nhưng ông kiên quyết từ chối và còn trách phạt viên quan đó. Điều này được xem là hiếm có trong các vị vua Trung Quốc.
Ông rất chú trọng chỉnh đốn bộ máy chính quyền. Ông nghiêm trị những viên quan đục khoét dân như Tuần phủ Sơn Tây là Mục Nhĩ Trại, Tổng đốc Hồ Quảng là Sái Dục Vinh, Tri phủ Thái Nguyên là Triệu Phương Chiếu, Tổng đốc Lưỡng Giang là Cát Lễ giáng chức nhiều người có tội khác. Nhiều vị quan thanh liêm được ông cất nhắc.

### Phát triển kinh tế
Nhằm tăng cường kiểm soát Giang Nam sau khi dẹp loạn Tam phiên, từ năm 1684 Khang Hi nhiều lần đi tuần thú vùng này. Việc đi tuần thú của Khang Hi góp phần ổn định xã hội Giang Nam và thúc đẩy kinh tế nơi đây phát triển.

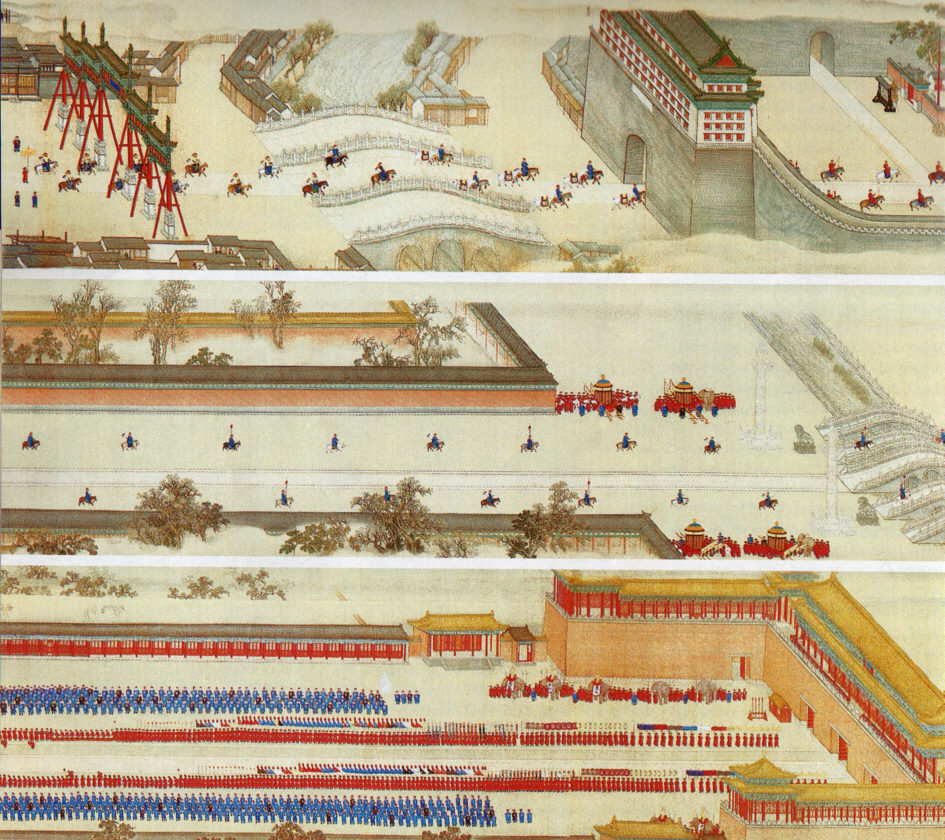
Khang hy Đế trở về sau một chuyến tuần thú năm 1689.

- Xóa bỏ chế độ khoanh đất sản xuất: Năm 1669, Khang Hi hạ lệnh xóa bỏ chế độ khoanh đất sản xuất theo kiểu nông nô, song bị Ngao Bái ngăn trở nên không thực thi được hiệu quả. Năm 1685, ông cho thi hành lệnh này một lần nữa, nhờ vậy đất đai được trả về tay nông dân[17].
- Xây dựng các công trình thủy lợi: công trình thủy lợi nổi bật nhất thời Khang Hi là đê sông Hoàng Hà. Ông đã dồn tâm huyết suốt 30 năm để trị thủy dòng sông này. Ban đầu ông sai đại thần Cận Phụ vốn nổi tiếng về nghề nông lo việc này. Sau khi Cận Phụ mất, ông trực tiếp tham gia vào việc này[21]. Trong 6 lần ông đi tuần sát xuống phía nam, lần nào cũng quan tâm tới thủy lợi sông Hoàng Hà. Việc làm thủy lợi sông Hoàng Hà đảm bảo sự thông suốt của Đại Vận Hà (kênh đào lớn từ thời Tùy), giúp vận chuyển hàng triệu tấn lương thực trong nước.
- Khuyến khích khẩn hoang: Khang Hi cho thi hành chính sách khuyến khích khai khẩn, ai có công khai khẩn thì được hưởng. Ông yêu cầu các quan lại phải thực thi, trong 5 năm phải khẩn hoang hết vùng đất do mình cai trị[21]. Ông ra lệnh kêu gọi lưu dân tham gia sản xuất nông nghiệp, bất kể ai dù là người bản địa hay di cư đều xếp vào Bảo, Giáp để tham gia khẩn hoang. Lưu dân tham gia khẩn hoang được sở hữu một phần đất đai, do đó họ được đảm bảo chỗ ở và nguồn kiếm sống. Nhờ chính sách này, sản lượng lương thực trong nước tăng từ 527 vạn tấn lên 581 vạn tấn[17].
- Giảm nhẹ thuế khóa: Thấy rõ bài học mất nước của triều Minh do chính sách thuế khóa nặng nề, ông cho thi hành cải cách thuế. Trong thời gian làm vua, ông cho hủy bỏ 3 lần miễn thuế cho các địa phương, miễn thu lương thực 2 lần cho phía nam[22]. Khi có mất mùa hoặc có chiến tranh, ông đều hạ lệnh giảm thu tiền mặt và thu lương thực. Trước đây, thuế thu theo đầu người ("đinh ngân"), nhiều người không đủ tiền nộp. Năm 1712, ông tuyên bố lấy năm trước (1711) làm năm chuẩn để tính số đinh toàn quốc, về sau nếu số đinh gia tăng cũng không phải nộp thêm. Việc này gọi là "thịnh thế tư đinh, vĩnh bất gia phú" (Thêm tráng đinh thời thịnh, mãi không tăng thuế). Chính sách này làm giảm gánh nặng cho dân, góp phần ổn định xã hội.

Cùng nhiều đóng góp tích cực, Khang Hi vẫn còn hạn chế về việc duy trì lợi ích thái quá cho những người quý tộc Mãn châu.

### Với vấn đề văn hóa

#### Thành tựu
Khang Hi nổi tiếng là một vị hoàng đế hiền triết, văn võ song toàn, tài trí cao rộng. Vì thế ông rất chú trọng tới văn hóa. Say mê đọc sách, ham học từ nhỏ, Khang Hi tiếp tục học tập suốt đời. Mặc dù là người Mãn Châu, nhưng ông thông thạo các ngôn ngữ của các dân tộc Mãn Châu, Mông Cổ, Hán. Ông rất quan tâm tới truyền thống văn hóa cổ xưa của người Hán, đã học qua các sách Tứ Thư, Ngũ Kinh, Sử ký, Hán thư, Tư trị thông giám... và rất giỏi về thư pháp, thơ ca, văn học. Bản thân Khang Hi đặc biệt thích làm thơ, ông đã để lại cho đời hơn 1.100 bài thơ, được coi là nhà thơ có lượng tác phẩm tương đối lớn. Đa số những bài thơ của ông đều là thơ cung đình, hơn nữa còn cần mẫn và quan tâm đến dân chúng, vì vậy mà thơ của ông có một vị trí độc tôn trong văn học triều Thanh.
Ông cũng biết cách dùng văn hóa Hán để tận dụng tài năng của các tri thức người Hán giúp việc trong bộ máy chính quyền.
Khang Hi xem những tư tưởng cơ bản của Nho giáo như Tam cương ngũ thường, trung hiếu tiết nghĩa là nền tảng trị quốc. Việc áp dụng mạnh tư tưởng đó là một nguyên nhân giúp ông thống nhất quốc gia, khiến mâu thuẫn dân tộc tương đối hòa dịu. Ngoài việc giữ thông lệ khoa cử cũ, ông còn mở ra chế độ khoa cử mới, có tên là "bác học hồng từ khoa". Ông cũng thu hút những nhân tài cũ của nhà Minh vào bộ máy.
Năm 1716, ông ban lệnh soạn bộ Khang Hi tự điển gồm 42 quyển, 47.035 chữ Hán, có giá trị rất lớn. Bên cạnh đó, ông còn ra lệnh soạn "Toàn Đường thi", "Bội văn vận phủ". Ông tổ chức đo đạc trên toàn quốc và ban hành cuốn bản đồ "Hoàng dư toàn lãm đồ".
Khác với triều đình nhà Minh và các đời vua Thanh đầu tiên luôn cảnh giác với người phương Tây, Khang Hi tỏ ra cởi mở tiếp thu những thành tựu văn hóa của họ. Nhà Minh và các vua Thanh trước chỉ lợi dụng các giáo sĩ, cho vào truyền giáo nhằm học cách soạn lịch pháp và chế súng ống, ngoài ra rất dè dặt với lớp người này. Khang Hi tiếp cận sâu hơn với người phương Tây để tiếp nhận nhiều học thuật từ họ trong các lĩnh vực: toán học, y học, địa lý học, thiên văn học.
Trong triều đình, ông trọng dụng hai người Tây Dương. Người thứ nhất là Adam Schall von Bell (Thang Nhược Vọng), quốc tịch Đức, Giám đốc Đài thiên văn Bắc Kinh, được Khang Hi gọi là Thông Minh Giáo sư. Người thứ hai là Ferdinand Verbiest (Nam Hoài Nhân), người Bỉ, có khả năng luyện kim, đúc súng. Cả hai đều có những đóng góp lớn lao trong công cuộc bình định Trung Quốc của Khang Hi. Johann Adam Schall von Bell bị nhóm người Dương Quang Tiên vu cáo và bị sát hại. Sau này ông ân hận, giải oan cho giáo sĩ Johann Adam Schall và công khai thừa nhận lịch pháp phương Tây chính xác hơn lịch truyền thống của Trung Quốc.
Năm 1713, ông gửi một số thanh niên Trung Quốc sang Pháp du học. Ông biết chơi viôlông, thích sử dụng đồng hồ Tây phương. Khang Hi chân thành học hỏi các giáo sĩ phương Tây về các ngành kỷ hà học, thiên văn học. Ông tổ chức cho các nhà khoa học Trung Hoa và phương Tây cùng hợp tác biên soạn những bộ sách kiến thức hỗn hợp đông – tây về thiên văn học, số học, âm nhạc như Lịch Tượng khảo thành, Số lý tinh uẩn, Luật lữ chính nghĩa... Ông hấp thu tri thức địa đồ học phương Tây để vẽ địa đồ toàn quốc; ông so sánh y học phương Tây và với học thuật Trung Quốc. Ngoài ra ông còn tìm hiểu triết học phương Tây.

#### Hạn chế
Tuy có những đóng góp tích cực, Khang Hi cũng có những tì vết đối với văn hóa Trung Hoa đương thời. Nhằm bảo vệ quyền lợi riêng của quý tộc Mãn Thanh, ông đã ra tay đàn áp nhiều trí thức người Hán trong các vụ án văn chương ("văn tự ngục") khi ông cho rằng họ có lời lẽ và câu văn ảnh hưởng tới lợi ích của Đại Thanh, đã xử họ rất nặng.
Sau này, do có sự can thiệp của Giáo hội Công giáo Rôma vào phương thức truyền giáo của các giáo sĩ khiến Khang Hi bất đồng, ông bèn ra lệnh "bế quan tỏa quốc", cấm họ truyền giáo tại Trung Quốc.

## Cuối đời

### Cửu tử đoạt đích
Khang Hi Đế vốn đã lập con lớn Dận Nhưng làm Thái tử, song Dận Nhưng đạo đức kém, tính tình xấu xa nên ông liền phế truất. Trước ngôi thái tử bỏ trống, các hoàng tử kéo bè cánh để tranh giành ngôi thừa kế, trong đó những người có ý định tranh ngôi là Đại A ca Dận Thì, Tam A ca Dận Chỉ, Tứ A ca Dận Chân, Bát A ca Dận Tự và Thập tứ A ca Dận Trinh. Trong đó, Đại A ca vì bị tội nên bị tước đoạt vương vị, Tam A ca là người bác học không thông hiểu việc chính sự, Bát A ca uy vọng trong triều quá lớn khiến Khang Hi cảm thấy bị uy hiếp nên những người này đều bị bỏ qua. Cuộc chạy đua đến ngai vàng chỉ còn là cuộc đua giữa Dận Chân và Dận Trinh. Đây được gọi là [Cửu tử đoạt đích; 九子夺嫡].
Năm Khang Hi thứ 61 (1722), ngày 13 tháng 11 (tức ngày 20 tháng 12 dương lịch), Khang Hi Hoàng đế băng hà tại Sướng Xuân viên, Thuận Thiên phủ. Hưởng thọ 69 tuổi, ở ngôi 61 năm, là hoàng đế ở ngôi lâu nhất trong lịch sử Trung Quốc.

### Tranh cãi

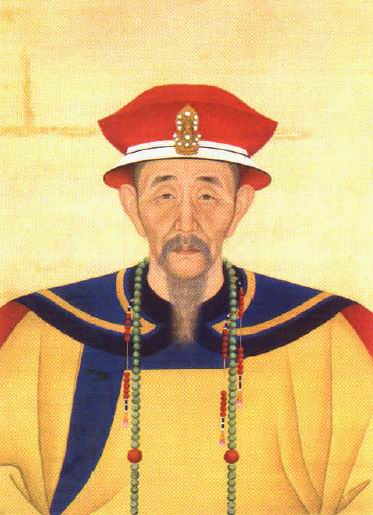
Khang Hy Đế lúc về già.

Các sử gia ghi nhận có nhiều ghi chép khác nhau về việc qua đời và truyền ngôi của Khang Hi Đế. Có ý kiến cho rằng ông bị Hoàng tử thứ tư Dận Chân đầu độc sát hại để lên nối ngôi. Có ý kiến cho rằng Khang Hi Đế không bị giết; ông vốn có ý định truyền ngôi cho Hoàng tử thứ 14 là Dận Trinh - trong di chiếu ông đã viết "truyền ngôi cho con trai thứ 14". Khi ông qua đời, hoàng tử thứ tư là Dận Chân đã liên kết với Tổng đốc Xuyên Thiểm Niên Canh Nghiêu và Cửu Môn Đề Đốc Long Khoa Đa sửa chữ "thập" (十 - mười) thành chữ "vu" (于 - cho), vì vậy nghĩa di chiếu hiểu là "truyền ngôi cho con trai thứ 4".
Theo Dịch Trung Thiên, cách nói trên chỉ là chuyện truyền miệng trong dân gian. Câu chuyện này đã không hiểu được quy chế vương triều Thanh, khi nói di chiếu "Truyền vị Thập tứ tử Dận Trinh" mà bị Ung Chính và Long Khoa Đa sửa chữ "thập" thành chữ "vu" như trên thành "Truyền vị vu (cho) Tứ tử Dận Chân". Theo quy chế nhà Thanh, đằng trước số thứ tự phải có chữ "hoàng" và Dận Chân phải viết là hoàng tứ tử, Dận Trinh là hoàng thập tứ tử. Như vậy di chiếu theo đúng quy chế thì ban đầu phải viết là "Truyền vị Hoàng thập tứ tử Dận Trinh", và sau bị sửa thành "Truyền vị Hoàng vu tứ tử Dận Chân", thế này thì làm sao hiểu được? Hơn nữa đây là triều Thanh, không phải triều Minh, di chiếu truyền ngôi phải được viết bằng cả tiếng Hán và tiếng Mãn. Dận Chân có thể sửa được văn bản tiếng Hán nhưng chẳng thể sửa văn bản tiếng Mãn được.
Dịch Trung Thiên cũng cho rằng Khang Hi Đế vốn đã chọn Dận Chân làm người nối nghiệp. Có những dẫn chứng sau: vào đại lễ đăng cơ 60 năm (1721), Dận Chân được cha cử đi tế Tam đại lăng - những lăng mộ tổ tiên vương thất Đại Thanh ở Thịnh Kinh. Năm thứ 61 (1722), Dận Chân thay cha tế trời ở đàn Nam Giao, ngày Đông chí. Đây là ngày lễ lớn của đất nước, một hoàng tử thay cha đi tế trời đất tổ tông thì gần như được ngầm chỉ định là người kế vị. Mùa xuân năm thứ 61, Khang Hi đi xem hoa ở vườn Viên Minh, thấy được Hoằng Lịch, con thứ tư của Dận Chân thông minh nhanh nhẹn thì mừng lắm, đem cháu về cung nuôi và tự dạy dỗ. Mọi người đều ngầm hiểu Khang Hi muốn truyền ngôi cho Dận Chân vì:"Để Hoằng Lịch làm hoàng đế thì trước hết phải để cha hắn làm hoàng đế".
Khi thái tử Dận Nhưng bị phế, ai cũng muốn dồn vào chỗ chết, Đại A ca hận Dận Nhưng tận xương, Bát A ca ở thế đối đầu với Dận Nhưng, hai người này ai làm hoàng đế thì Dận Nhưng cũng chắc chắn phải chết. Chỉ có Dận Chân đứng ra bảo vệ anh. Khang Hi không muốn mình mất đi mà Dận Nhưng bị anh em giết hại nên đánh giá cao hành động của Dận Chân, cho rằng dưới tay người này thì anh em của y sẽ không bị khổ. Thực tế thì Dận Chân sau khi làm vua đối xứ rất tốt với Dận Nhưng và gia đình y. Đây có thể là một trong những nguyên nhân làm Khang Hi muốn truyền ngôi cho Dận Chân.
Việc Khang Hi Đế không lập Thái tử rất có thể là để bảo vệ Dận Chân khỏi sự công kích của đám anh em cũng như muốn an hưởng tuổi già những năm cuối đời. Khang Hi đã sắp xếp xong: năm thứ 57 (1718), phong Dận Trinh làm Đại tướng quân vương, ra trấn thủ Tây Bắc, tách xa khỏi bè đảng Dận Tự, Dận Đường. Chức "Đại tướng quân vương" này xem thì hay, nhưng thực ra chẳng là gì: nói là tướng quân nhưng lại là vương, là vương nhưng không có phong hiệu, chỉ là vương "giả". Đây là cách sắp xếp rất tinh tế: Dận Trinh muốn ngôi báu nhưng ở xa nên chẳng thể làm gì; Dận Chân có đối thủ nên không thể kiêu ngạo; bọn Dận Tự có hy vọng nên sẽ không mạo hiểm. Và Khang Hi cũng đã để lại đường rút: nếu Dận Chân không được như nguyện thì triệu Dận Trinh về là xong. Dận Trinh là Đại tướng quân vương, nối ngôi chẳng có gì là đường đột. Dận Chân được như ý thì cũng dễ nói với Dận Trinh, dù sao cũng chỉ là vương "giả". Hơn nữa một hoàng đế mưu sâu chí xa như Khang Hi đã sắp đặt nhân sự hết: Niên Canh Nghiêu, thân tín của Dận Chân nắm giữ lương thảo của đại quân và khống chế đường về của Dận Trinh. Có họ Niên ở đó, Dận Trinh không thể bức cung đình, không thể mưu phản.

### Nhận định
Đương thời, một giáo sĩ người phương Tây từng làm việc cạnh Khang Hi mô tả ông như sau:
Hoàng đế là người tầm thước, hiền từ, chín chắn, cử chỉ đoan trang. Ông có vẻ bề ngoài uy nghiêm bất kể nhìn từ phương diện nào... Ông là người ... hiểu biết rất nhiều lĩnh vực khoa học, hàng ngày đều dốc sức tìm tòi nghiên cứu, lại phải giải quyết công việc trong nước, vì thế buổi sáng và buổi tối ông đều định ra một thời gian nhất định để học tập
Khang Hi là vị vua thông minh, tài hoa, cẩn thận, cần cù, sống giản dị, tính tình khoan hòa, nhưng can đảm và cầm quân giỏi, biết lo cho dân. Hàng ngày, ông thường tự tay xử lý 300-400 bản tấu, sớ, nhiều đêm làm việc tới tận canh ba. Các sử gia Trung Hoa ví ông với Đường Thái Tông, còn các học giả phương Tây cho rằng triều đại ông rực rỡ như triều Sa hoàng Pyotr Đại đế (1682 - 1725) của nước Nga dưới Vương triều Romanov và vua Louis XIV (1638 – 1715) của nước Pháp dưới vương triều Bourbon đương thời.
Dù còn một số hạn chế, Khang Hi được đánh giá là vị Hoàng đế có nhiều thành tích chính trị và có nhiều ảnh hưởng trong lịch sử vương triều Thanh. Dưới thời cai trị của Khang Hi, vương triều Thanh mới thành lập đi vào con đường cường thịnh. Thời kỳ ông cai trị có cả thành tích văn và võ, củng cố cơ sở thống trị cho nhà Thanh một cách vững chắc. Ông đã để lại sự khai sáng cho đường lối cai trị đất nước vững vàng sang thế kỷ 18 cho người cháu nội là Càn Long, được các sử gia gọi là "Khang Càn thịnh thế".

## Gia đình
| \| \| \| \| \| \| \| \| \| \| \| \| \| \| \| \| \| \| \| \| Hiển Tổ Tuyên Hoàng đế Tháp Khắc Thế \| \| \| \| \| \| \| \| \| \| \| \| \| \| \| \| \| \| \| \| \| \| \| \| \| \| \| \| \| \| \| \| \| \| \| \| \| \| \| \| \| \| \| \| \| \| \| \| \| \| \| \| \| \| Thái Tổ Cao hoàng đế Nỗ Nhĩ Cáp Xích \| \| \| \| \| \| \| \| \| \| \| \| \| \| \| \| \| \| \| \| \| \| \| \| \| \| \| \| \| \| \| \| \| \| \| \| \| \| \| \| \| \| \| \| \| \| \| \| \| \| \| \| \| \| Tuyên Hoàng hậu Hỉ Tháp Lạp thị \| \| \| \| \| \| \| \| \| \| \| \| \| \| \| \| \| \| \| \| \| \| \| \| \| \| \| \| \| \| \| \| \| \| \| \| \| \| \| \| \| \| \| \| \| \| \| \| \| \| \| \| \| \| Thái Tông Văn Hoàng đế Hoàng Thái Cực \| \| \| \| \| \| \| \| \| \| \| \| \| \| \| \| \| \| \| \| \| \| \| \| \| \| \| \| \| \| \| \| \| \| \| \| \| \| \| \| \| \| \| \| \| \| \| \| \| \| \| \| \| \| Diệp Hách bộ Bối lặc Dương Cát Nỗ \| \| \| \| \| \| \| \| \| \| \| \| \| \| \| \| \| \| \| \| \| \| \| \| \| \| \| \| \| \| \| \| \| \| \| \| \| \| \| \| \| \| \| \| \| \| \| \| \| \| \| \| \| \| Hiếu Từ Cao hoàng hậu Diệp Hách Na Lạp Mạnh-Cổ-Triết-Triết \| \| \| \| \| \| \| \| \| \| \| \| \| \| \| \| \| \| \| \| \| \| \| \| \| \| \| \| \| \| \| \| \| \| \| \| \| \| \| \| \| \| \| \| \| \| \| \| \| \| \| \| \| \| Thế Tổ Chương hoàng đế Phúc Lâm \| \| \| \| \| \| \| \| \| \| \| \| \| \| \| \| \| \| \| \| \| \| \| \| \| \| \| \| \| \| \| \| \| \| \| \| \| \| \| \| \| \| \| \| \| \| \| \| \| \| \| \| \| \| Khoa Nhĩ Thẩm bộ Phúc thân vương Mãng Cổ Tư \| \| \| \| \| \| \| \| \| \| \| \| \| \| \| \| \| \| \| \| \| \| \| \| \| \| \| \| \| \| \| \| \| \| \| \| \| \| \| \| \| \| \| \| \| \| \| \| \| \| \| \| \| \| Khoa Nhĩ Thấm bộ Trung thân vương Trại Tang \| \| \| \| \| \| \| \| \| \| \| \| \| \| \| \| \| \| \| \| \| \| \| \| \| \| \| \| \| \| \| \| \| \| \| \| \| \| \| \| \| \| \| \| \| \| \| \| \| \| \| \| \| \| Hiếu Trang Văn hoàng hậu Bát Nhĩ Tế Cát Đặc thị \| \| \| \| \| \| \| \| \| \| \| \| \| \| \| \| \| \| \| \| \| \| \| \| \| \| \| \| \| \| \| \| \| \| \| \| \| \| \| \| \| \| \| \| \| \| \| \| \| \| \| \| \| \| Trung thân vương Hiền phi \| \| \| \| \| \| \| \| \| \| \| \| \| \| \| \| \| \| \| \| \| \| \| \| \| \| \| \| \| \| \| \| \| \| \| \| \| \| \| \| \| \| \| \| \| \| \| \| \| \| \| \| \| \| Thánh Tổ Nhân hoàng đế Huyền Diệp \| \| \| \| \| \| \| \| \| \| \| \| \| \| \| \| \| \| \| \| \| \| \| \| \| \| \| \| \| \| \| \| \| \| \| \| \| \| \| \| \| \| \| \| \| \| \| \| \| \| \| \| \| \| Nhất đẳng công Đông Dưỡng Chân \| \| \| \| \| \| \| \| \| \| \| \| \| \| \| \| \| \| \| \| \| \| \| \| \| \| \| \| \| \| \| \| \| \| \| \| \| \| \| \| \| \| \| \| \| \| \| \| \| \| \| \| \| \| Đô thống Cần tương Nhất đẳng công Đông Đồ Lại \| \| \| \| \| \| \| \| \| \| \| \| \| \| \| \| \| \| \| \| \| \| \| \| \| \| \| \| \| \| \| \| \| \| \| \| \| \| \| \| \| \| \| \| \| \| \| \| \| \| \| \| \| \| Hiếu Khang Chương hoàng hậu Đông Giai thị \| \| \| \| \| \| \| \| \| \| \| \| \| \| \| \| \| \| \| \| \| \| \| \| \| \| \| \| \| \| \| \| \| \| \| \| \| \| \| \| \| \| \| \| \| \| \| \| \| \| \| \| \| \| Giác La thị \| \| \| \| \| \| \| \| \| \| \| \| \| \| \| \| \| \| \| \| \| \| \| \| \| \| \| \| \| \| \| \| \| \| \| \| \| \| \| \| \| \| \| \| \| \| \| \| \| \| \| \| |                                                            |  |  |  |  |  |  |  |  |  |  |  |  |  |  |  |
| |                                                            |  |  |  |  |  |  |  |  |  |  |  |  |  |  |  |
| | Hiển Tổ Tuyên Hoàng đế Tháp Khắc Thế                       |  |  |  |  |  |  |  |  |  |  |  |  |  |  |  |
| |                                                            |  |  |  |  |  |  |  |  |  |  |  |  |  |  |  |
| |                                                            |  |  |  |  |  |  |  |  |  |  |  |  |  |  |  |
| | Thái Tổ Cao hoàng đế Nỗ Nhĩ Cáp Xích                       |  |  |  |  |  |  |  |  |  |  |  |  |  |  |  |
| |                                                            |  |  |  |  |  |  |  |  |  |  |  |  |  |  |  |
| |                                                            |  |  |  |  |  |  |  |  |  |  |  |  |  |  |  |
| | Tuyên Hoàng hậu Hỉ Tháp Lạp thị                            |  |  |  |  |  |  |  |  |  |  |  |  |  |  |  |
| |                                                            |  |  |  |  |  |  |  |  |  |  |  |  |  |  |  |
| |                                                            |  |  |  |  |  |  |  |  |  |  |  |  |  |  |  |
| | Thái Tông Văn Hoàng đế Hoàng Thái Cực                      |  |  |  |  |  |  |  |  |  |  |  |  |  |  |  |
| |                                                            |  |  |  |  |  |  |  |  |  |  |  |  |  |  |  |
| |                                                            |  |  |  |  |  |  |  |  |  |  |  |  |  |  |  |
| | Diệp Hách bộ Bối lặc Dương Cát Nỗ                          |  |  |  |  |  |  |  |  |  |  |  |  |  |  |  |
| |                                                            |  |  |  |  |  |  |  |  |  |  |  |  |  |  |  |
| |                                                            |  |  |  |  |  |  |  |  |  |  |  |  |  |  |  |
| | Hiếu Từ Cao hoàng hậu Diệp Hách Na Lạp Mạnh-Cổ-Triết-Triết |  |  |  |  |  |  |  |  |  |  |  |  |  |  |  |
| |                                                            |  |  |  |  |  |  |  |  |  |  |  |  |  |  |  |
| |                                                            |  |  |  |  |  |  |  |  |  |  |  |  |  |  |  |
| | Thế Tổ Chương hoàng đế Phúc Lâm                            |  |  |  |  |  |  |  |  |  |  |  |  |  |  |  |
| |                                                            |  |  |  |  |  |  |  |  |  |  |  |  |  |  |  |
| |                                                            |  |  |  |  |  |  |  |  |  |  |  |  |  |  |  |
| | Khoa Nhĩ Thẩm bộ Phúc thân vương Mãng Cổ Tư                |  |  |  |  |  |  |  |  |  |  |  |  |  |  |  |
| |                                                            |  |  |  |  |  |  |  |  |  |  |  |  |  |  |  |
| |                                                            |  |  |  |  |  |  |  |  |  |  |  |  |  |  |  |
| | Khoa Nhĩ Thấm bộ Trung thân vương Trại Tang                |  |  |  |  |  |  |  |  |  |  |  |  |  |  |  |
| |                                                            |  |  |  |  |  |  |  |  |  |  |  |  |  |  |  |
| |                                                            |  |  |  |  |  |  |  |  |  |  |  |  |  |  |  |
| | Hiếu Trang Văn hoàng hậu Bát Nhĩ Tế Cát Đặc thị            |  |  |  |  |  |  |  |  |  |  |  |  |  |  |  |
| |                                                            |  |  |  |  |  |  |  |  |  |  |  |  |  |  |  |
| |                                                            |  |  |  |  |  |  |  |  |  |  |  |  |  |  |  |
| | Trung thân vương Hiền phi                                  |  |  |  |  |  |  |  |  |  |  |  |  |  |  |  |
| |                                                            |  |  |  |  |  |  |  |  |  |  |  |  |  |  |  |
| |                                                            |  |  |  |  |  |  |  |  |  |  |  |  |  |  |  |
| | Thánh Tổ Nhân hoàng đế Huyền Diệp                          |  |  |  |  |  |  |  |  |  |  |  |  |  |  |  |
| |                                                            |  |  |  |  |  |  |  |  |  |  |  |  |  |  |  |
| |                                                            |  |  |  |  |  |  |  |  |  |  |  |  |  |  |  |
| | Nhất đẳng công Đông Dưỡng Chân                             |  |  |  |  |  |  |  |  |  |  |  |  |  |  |  |
| |                                                            |  |  |  |  |  |  |  |  |  |  |  |  |  |  |  |
| |                                                            |  |  |  |  |  |  |  |  |  |  |  |  |  |  |  |
| | Đô thống Cần tương Nhất đẳng công Đông Đồ Lại              |  |  |  |  |  |  |  |  |  |  |  |  |  |  |  |
| |                                                            |  |  |  |  |  |  |  |  |  |  |  |  |  |  |  |
| |                                                            |  |  |  |  |  |  |  |  |  |  |  |  |  |  |  |
| | Hiếu Khang Chương hoàng hậu Đông Giai thị                  |  |  |  |  |  |  |  |  |  |  |  |  |  |  |  |
| |                                                            |  |  |  |  |  |  |  |  |  |  |  |  |  |  |  |
| |                                                            |  |  |  |  |  |  |  |  |  |  |  |  |  |  |  |
| | Giác La thị                                                |  |  |  |  |  |  |  |  |  |  |  |  |  |  |  |
| |                                                            |  |  |  |  |  |  |  |  |  |  |  |  |  |  |  |
| |                                                            |  |  |  |  |  |  |  |  |  |  |  |  |  |  |  |

- Bà nội: Hiếu Trang Hoàng thái hậu
- Thân phụ: Thanh Thế Tổ Thuận Trị Hoàng đế
- Đích mẫu: Hiếu Huệ Chương hoàng hậu Bát Nhĩ Tế Cát Đặc thị, tôn hiệu [Nhân Hiến Hoàng thái hậu; 仁憲皇太后].
- Thân mẫu: Hiếu Khang Chương Hoàng hậu Đông Giai thị, tôn hiệu [Từ Hòa Hoàng thái hậu; 慈和皇太后].

## Hậu phi

### Hoàng hậu
- Hiếu Thành Nhân Hoàng hậu Hách Xá Lý thị (3 tháng 2 năm 1653 – 6 tháng 6 năm 1674) là con gái của Cát Bố Lạt, nhập cung trở thành Hoàng hậu năm 1665. Qua đời do băng huyết sau khi sinh Dận Nhưng.
- Hiếu Chiêu Nhân Hoàng hậu Nữu Hỗ Lộc thị (1653 – 18 tháng 3 năm 1678) là con gái của Át Tất Long, cháu nội của Ngạch Diệc Đô. Bà nhập cung được phong làm Phi năm 1676, được sách lập làm Hoàng hậu vào năm sau và qua đời sau 6 tháng.
- Hiếu Ý Nhân Hoàng hậu Đông Giai thị (? – 24 tháng 8 năm 1689) là con gái của Đông Quốc Duy – em trai của Hiếu Khang Chương hoàng hậu và đồng thời là em họ của Khang Hi. Bà nhập cung làm Thứ phi, sau đuọc sách phong làm Quý phi trong dịp Hiếu Chiêu Hoàng hậu được lập làm Hoàng hậu, 4 năm sau thì được phong làm Hoàng Quý phi. Năm 1689, bà qua đời sau 1 ngày được lập làm Hoàng hậu.
- Hiếu Cung Nhân Hoàng hậu Ô Nhã thị, tên thật Mã Lục (玛琭) (1660 – 23 tháng 5 năm 1723) là con gái của Uy Vũ (威武) vốn xuất thân từ Bao y. Bà nhập cung làm Quan nữ tử, sau được thăng lên Đức tần rồi Đức phi. Sau khi con trai là Ung Chính lên ngôi thì được tôn làm Nhân Thọ Hoàng thái hậu.

### Phi tần
- Hoàng quý phi:
  - Kính Mẫn Hoàng quý phi Chương Giai thị (? – 25 tháng 7 năm 1699) là con gái của Hải Khoan (海寬) xuất thân từ Bao y. Mặc dù bà sinh được hoàng tử và hoàng nữ nhưng không có danh phận hậu phi chính thức khi còn sống mà chỉ được truy phong Mẫn phi sau khi qua đời. Sau khi Ung Chính lên ngôi thì truy thăng Hoàng quý phi do bà là mẹ của Dận Tường.
  - Khác Huệ Hoàng quý phi Đông Giai thị (tháng 8 năm 1668 – 1 tháng 4 năm 1743) là con gái của Đông Quốc Duy, em gái của Hiếu Ý Hoàng hậu. Bà được phong Quý phi năm 1700. Lúc này 3 vị hoàng hậu và Ôn Hi Quý phi đã qua đời, bà trở thành người đứng đầu hậu cung. Sau này bà được tôn làm Hoàng khảo Hoàng quý phi dưới thời Ung Chính và Hoàng tổ Thọ Kì Hoàng quý thái phi dưới thời Càn Long.
  - Đôn Di Hoàng quý phi Qua Nhĩ Giai thị (16 tháng 10 năm 1683 – 14 tháng 3 năm 1768) là con gái của Dụ Mãn (裕滿). Bà được phong làm Hòa tần rồi thăng làm Hòa phi, được tôn làm Hoàng khảo Quý phi dưới triều Ung Chính và Hoàng tổ Ôn Huệ Hoàng quý thái phi dưới triều Càn Long.
- Quý phi: 
  - Ôn Hi Quý phi Nữu Hỗ Lộc thị (? – 3 tháng 11 năm 1694) là con gái của Át Tất Long, em gái của Hiếu Chiêu Hoàng hậu. Bà được phong làm Quý phi năm 1682, được xem là sủng phi của Khang Hi.
- Phi:
  - Tuệ phi Bác Nhĩ Tế Cát Đặc thị (? – 12 tháng 4 năm 1670) là con gái của Đài cát A Úc Tích thuộc Khoa Nhĩ Thấm bộ, là cháu họ của Hiếu Trang Hoàng hậu. Bà được nuôi dưỡng trong cung từ nhỏ, sau khi qua đời được truy phong làm Phi.
  - Huệ phi Diệp Hách Na Lạp thị (? – 1732) nhập cung chỉ là Thứ phi, về sau phong làm Huệ tần rồi Huệ phi.
  - Nghi phi Quách Lạc La thị, tên thật Nạp Lan Châu (纳兰珠) (? – 1733) nhập cung chỉ là Thứ phi, về sau phong làm Nghi tần rồi Nghi phi, được xem là một sủng phi của Khang Hi.
  - Vinh phi Mã Giai thị, tên thật Cáp Nãi (吉鼐) (1652 – 4 tháng 12 năm 1727) nhập cung khi còn nhỏ, về sau phong làm Vinh tần rồi Vinh phi.
  - Bình phi Hách Xá Lý thị (? – 20 tháng 6 năm 1696) là em gái của Hiếu Thành Hoàng hậu, chỉ được truy phong Bình phi sau khi qua đời.
  - Lương phi Giác Nhĩ Sát thị, tên thật Song Tỷ (双姐) (? – 29 tháng 12 năm 1711) xuất thân từ Bao y, nhập cung làm Quan nữ tử, sau đó được phong đến Lương phi.
  - Tuyên phi Bác Nhĩ Tế Cát Đặc thị (? – 12 tháng 9 năm 1736) là con gái của Thân vương Hoà Tháp (和塔) của Khoa Nhĩ Thấm bộ, cháu gái của Điệu phi – phi tần của Thuận Trị.
  - Thành phi Đới Giai thị (? – 13 tháng 10 năm 1740) nhập cung chỉ là Thứ phi, sau được phong Thành tần rồi Thành phi.
  - Thuận Ý Mật phi Vương thị (? – 16 tháng 10 năm 1744) nhập cung làm Quan nữ tử, sau được phong làm Mật tần. Được tôn làm Hoàng khảo Mật phi dưới triều Ung Chính và Hoàng tổ Thuận Ý Mật thái phi dưới triều Càn Long.
  - Thuần Dụ Cần phi Trần Giai thị (? – 20 tháng 12 năm 1753) nhập cung làm Quan nữ tử, sau được phong làm Cần tần. Được tôn làm Hoàng khảo Cần phi dưới triều Ung Chính và Hoàng tổ Thuần Dụ Cần thái phi dưới triều Càn Long.
  - Định phi Vạn Lưu Ha thị, tên thật Nữu Nữu (鈕鈕) (1661 – 24 tháng 5 năm 1757) nhập cung năm 13 tuổi, sau được phong Định tần, được Ung Chính tôn làm Hoàng khảo Định phi.
- Tần:
  - Một trong những phi tần đầu tiên của Khang Hy, được phong Tần năm 1677:
    - An tần Lý thị là con gái của Tổng binh quan Cương A Thái (剛阿泰), cháu nội của hàng tướng Lý Viễn Phương.
    - Kính tần Vương Giai thị là con gái của Hộ quân Tham lĩnh Hoa Thiện (華善)
    - Đoan tần Đổng thị, tên thật Ô Nãi (乌鼐) (? – 9 tháng 9 năm 1702) là con gái của Viên ngoại lang Đổng Đạt Tề (董達齊)
    - Hy tần Hách Xá Lý thị (? – 11 tháng 9 năm 1702) là con gái của Lãi Sơn (赉山)

  - Sơ phong Quý nhân, được tôn Hoàng khảo Tần dưới thời Ung Chính:
    - Thông tần Ô Lạp Na Lạp thị, tên thật Địch Tế Mại (翟济迈) (? – 23 tháng 6 năm 1744) là con gái của Giám sinh Thường Tố Đại (常素代)

  - Nhập cung làm Thứ phi, được tôn làm Hoàng khảo Quý nhân thời Ung Chính (1722), và Hoàng tổ Tần thời Càn Long (1736):
    - Tương tần Cao thị (? – 28 tháng 6 năm 1746) là con gái của Cao Đình Tú (高廷秀)
    - Cẩn tần Sắc Hách Đồ thị (? – 16 tháng 3 năm 1739) là con gái của Viên ngoại lang Đa Nhĩ Tế (多爾濟)
    - Tĩnh tần Thạch thị (2 tháng 11 năm 1689 – 6 tháng 7 năm 1758) là con gái của Thạch Hoài Ngọc (石懷玉)
    - Hi tần Trần thị (? – 2 tháng 1 năm 1737) là con gái của Trần Ngọc Khanh (陳玉卿)
    - Linh tần Chương Giai thị (? – tháng 8 năm 1748) là con gái của Chủ sự bộ Hộ Tùng Viễn (叢遠)
    - Mục tần Trần thị (? – tháng 12 năm 1727) là con gái của Trần Kì Sơn (陳岐山)
- Quý nhân:
  - Quý nhân Quách Lạc La thị, tên thật Bố Âm Châu (布音珠) (? – 1717) là em gái của Nghi phi, sinh Dận Vũ và Cố Luân Khác Tĩnh Công chúa
  - Bố Quý nhân Triệu Giai thị (? – 1717) là con gái của Tham lĩnh Mệnh Khắc Mệnh Hách (塞克塞赫), sinh Hòa Thạc Đoan Tĩnh Công chúa.
  - Viên Quý nhân Viên thị (? – 12 tháng 8 năm 1719) sinh Hòa Thạc Khác Tĩnh Công chúa.
  - Bạch Quý nhân Trần thị là con gái của Trần Tú (陳秀), sinh 2 hoàng tử.
  - Y Quý nhân Dịch thị (1711 – 1785)
  - Quý nhân Nạp Lạt thị, tên thật Nữu Nữu (妞妞) là con gái của Na Đan Châu (那丹珠)
  - Quý nhân Nạp Lạt thị là con gái của Kiêu kỵ binh Chiêu Cách (昭格), sinh Vạn Phủ và Dận Tán.
- Thứ phi:
  - Thứ phi Nữu Hỗ Lộc thị, tên thật Tát Nhĩ Đan (萨尔丹) là con gái của Tấn Bảo (晉寶), sinh 1 hoàng nữ
  - Thứ phi Trương thị, tên thật Quế Tỷ (桂姐) sinh 2 hoàng nữ
  - Thứ phi Lưu thị sinh 1 hoàng nữ
  - Thứ phi Vương thị sinh 1 hoàng nữ

Ngoài ra, Khang Hi còn rất nhiều Quý nhân, Thường tại và một số phi tần không danh phận khác nhưng không có nhiều thông tin ngoại trừ họ và tước vị.

## Hậu duệ

### Con trai
| TT                                   | Tên                       | Danh hiệu              | Sinh              | Mất               | Mẹ                        | Ghi chú |
| ------------------------------------ | ------------------------- | ---------------------- | ----------------- | ----------------- | ------------------------- | --- |
| –                                    | Thừa Thụy (承瑞)          |                        | 5 tháng 11, 1667  | 10 tháng 7, 1670  | Vinh phi                  | |
| –                                    | Thừa Hỗ (承祜)            |                        | 4 tháng 1, 1670   | 3 tháng 3, 1672   | Hiếu Thành Hoàng hậu      | |
| –                                    | Thừa Khánh (承慶)         |                        | 21 tháng 3, 1670  | 26 tháng 6, 1671  | Huệ phi                   | |
| –                                    | Tái Âm Sát Hồn (賽音察渾) |                        | 24 tháng 1, 1672  | 6 tháng 3, 1674   | Vinh phi                  | Hoàng tử duy nhất được đặt tên theo tiếng Mông Cổ |
| 1                                    | Dận Thì                   | Trực Quận vương        | 12 tháng 3, 1672  | 7 tháng 1, 1735   | Huệ phi                   | Được phong Quận vương nhưng bị tước sau 10 năm; chôn cất theo lễ nghi dành cho Bối tử. |
| –                                    | Trường Hoa (長華)         |                        | 11 tháng 5, 1674  | 12 tháng 5, 1674  | Vinh phi                  | |
| 2                                    | Dận Nhưng                 | Lý Mật Thân vương      | 6 tháng 6, 1674   | 27 tháng 1, 1725  | Hiếu Thành Hoàng hậu      | Nguyên tên là Bảo Thành, được phong Thái tử 2 lần rồi bị phế bỏ. |
| –                                    | Trường Sinh (長生)        |                        | 12 tháng 8, 1675  | 27 tháng 4, 1677  | Vinh phi                  | |
| –                                    | Vạn Phủ (萬黼)            |                        | 4 tháng 12, 1675  | 11 tháng 3, 1679  | Quý nhân Nạp Lạt thị      | |
| 3                                    | Dận Chỉ                   | Thành Ẩn Thân vương    | 23 tháng 3, 1677  | 10 tháng 7, 1732  | Vinh phi                  | Từng được phong làm Thân vương nhưng bị giáng làm Bối tử, được truy phong Thân vương sau khi mất.                                                                                          |
| 4                                    | Dận Chân                  | Thế Tông Hiến Hoàng đế | 13 tháng 12, 1678 | 8 tháng 10, 1735  | Hiếu Cung Hoàng hậu       | Kế vị, tức Ung Chính Đế. |
| –                                    | Dận Tán (胤禶)            |                        | 10 tháng 4, 1679  | 30 tháng 4, 1680  | Quý nhân Nạp Lạt thị      | |
| 5                                    | Dận Kì                    | Hằng Ôn Thân vương     | 5 tháng 1, 1680   | 10 tháng 7, 1732  | Nghi phi                  | Được phong Bối lặc rồi thăng Thân vương. |
| 6                                    | Dận Tộ (胤祚)             |                        | 5 tháng 3, 1680   | 15 tháng 6, 1685  | Hiếu Cung Hoàng hậu       | |
| 7                                    | Dận Hựu                   | Thuần Độ Thân vương    | 19 tháng 8, 1680  | 18 tháng 5, 1730  | Thành phi                 | Được phong Bối lặc rồi thăng Thân vương. |
| 8                                    | Dận Tự                    |                        | 29 tháng 3, 1681  | 5 tháng 10, 1726  | Lương phi                 | Từng được phong Liêm Thân vương, nhưng bị tước bỏ và xóa tên khỏi hoàng gia năm 1726, buộc phải đổi tên thành A Kỳ Na (阿其那, Akina). Được khôi phục tên và thân phận hoàng tộc năm 1778. |
| –                                    | Dận Vũ                    |                        | 13 tháng 9, 1683  | 17 tháng 7, 1684  | Quý nhân Quách Lạc La thị | |
| 9                                    | Dận Đường                 |                        | 17 tháng 10, 1683 | 22 tháng 9, 1726  | Nghi phi                  | Từng được phong Bối tử, nhưng bị tước bỏ và xóa tên khỏi hoàng gia năm 1725; buộc phải đổi tên thành Tắc Tư Hắc (塞思黑, Sesihei). Được khôi phục tên cũ và thân phận hoàng tộc năm 1778.  |
| 10                                   | Dận Ngã                   |                        | 28 tháng 11, 1683 | 18 tháng 10, 1741 | Ôn Hi Quý phi             | Từng được phong Đôn Quận vương rồi bị tước bỏ. Sau được phong làm Phụ quốc công, chôn cất theo lễ nghi dành cho Bối tử.                                                                    |
| 11                                   | Dận Tư (胤禌)             |                        | 8 tháng 6, 1685   | 22 tháng 8, 1696  | Nghi phi                  | |
| 12                                   | Dận Đào                   | Lý Ý Thân vương        | 18 tháng 1, 1686  | 2 tháng 9, 1763   | Định phi                  | Được phong làm Bối tử, và thăng Thân vương sau nhiều lần giáng vị |
| 13                                   | Dận Tường                 | Di Hiền Thân vương     | 16 tháng 11, 1686 | 18 tháng 6, 1730  | Kính Mẫn Hoàng Quý phi    | Là một trong 8 Thiết mạo tử vương của nhà Thanh. |
| 14                                   | Dận Trinh                 | Tuân Cần Quận vương    | 16 tháng 1, 1688  | 13 tháng 1, 1756  | Hiếu Cung Hoàng hậu       | Em trai ruột của Ung Chính, từng bị giam lỏng và nhiều lần thăng giáng tước vị. Cuối cùng được phong Quận vương.                                                                           |
| –                                    | Dận Ki (胤禨)             |                        | 23 tháng 2, 1691  | 30 tháng 3, 1691  | Bình phi                  | |
| 15                                   | Dận Vu                    | Du Khác Quận vương     | 24 tháng 12, 1693 | 8 tháng 3, 1731   | Thuận Ý Mật phi           | Được phong Bối lặc rồi thăng Quận vương. |
| 16                                   | Dận Lộc                   | Trang Khác Thân vương  | 28 tháng 7, 1695  | 20 tháng 3, 1767  | Thuận Ý Mật phi           | Trở thành con thừa tự của Trang Tĩnh Thân vương Bác Quả Đạc, kế thừa tước Trang Thân vương.                                                                                                |
| 17                                   | Dận Lễ                    | Quả Nghị Thân vương    | 24 tháng 3, 1697  | 21 tháng 3, 1738  | Thuần Dụ Cần phi          | Được phong Quận vương rồi thăng Thân vương. Về sau, nhận con trai Ung Chính là Hoằng Chiêm làm con thừa tự.                                                                                |
| 18                                   | Dận Giới                  |                        | 15 tháng 5, 1701  | 17 tháng 10, 1708 | Thuận Ý Mật phi           | Mất vì bệnh sởi tại Tị Thử Sơn Trang. |
| 19                                   | Dận Cát (胤禝)            |                        | 25 tháng 10, 1702 | 28 tháng 3, 1704  | Tương tần                 | |
| 20                                   | Dận Y                     | Giản Tĩnh Bối lặc      | 1 tháng 9, 1706   | 30 tháng 6, 1755  | Tương tần                 | Từng bị giáng làm Phụ quốc công, sau phục phong Bối lặc. |
| 21                                   | Dận Hi                    | Thận Tĩnh Quận vương   | 27 tháng 2, 1711  | 26 tháng 6, 1758  | Hi tần                    | Được phong làm Bối tử rồi dần thăng Quận vương |
| 22                                   | Dận Hỗ                    | Cung Cần Bối lặc       | 10 tháng 1, 1712  | 12 tháng 2, 1744  | Cẩn tần                   | Được phong Bối lặc năm 1730 dưới triều Ung Chính |
| 23                                   | Dận Kỳ                    | Thành Bối lặc          | 14 tháng 1, 1714  | 31 tháng 8, 1785  | Tĩnh tần                  | Được phong Bối lặc năm 1730 dưới triều Ung Chính |
| 24                                   | Dận Bí                    | Hàm Khác Thân vương    | 5 tháng 7, 1716   | 3 tháng 12, 1775  | Mục tần                   | Được phong làm Bối tử rồi dần thăng Thân vương |
| –                                    | Dận Viên (胤禐)           |                        | 2 tháng 3, 1718   | 2 tháng 3, 1718   | Bạch Quý nhân             | Mất ngay sau khi sinh. |
| – mất sớm, không được tính số thứ tự |                           |                        |                   |                   |                           | |

### Con gái
| TT | Danh hiệu                    | Sinh              | Mất               | Mẹ                        | Hôn nhân | Hôn nhân                                                            |
| TT | Danh hiệu                    | Sinh              | Mất               | Mẹ                        | Năm      | Ngạch phò                                                           |
| -- | ---------------------------- | ----------------- | ----------------- | ------------------------- | -------- | ------------------------------------------------------------------- |
| 1  | Hoàng trưởng nữ              | 23 tháng 12, 1668 | Tháng 11, 1671    | Thứ phi Trương thị        |          |                                                                     |
| 2  | Hoàng nhị nữ                 | 17 tháng 4, 1671  | 8 tháng 1, 1674   | Đoan tần                  |          |                                                                     |
| 3  | Cố Luân Vinh Hiến Công chúa  | 20 tháng 6, 1673  | 29 tháng 5, 1728  | Vinh phi                  | 1691     | Ô Nhĩ Cổn (烏爾袞), cháu nội của Cố Luân Thục Tuệ Trưởng Công chúa. |
| 4  | Hoàng tứ nữ                  | 16 tháng 3, 1674  | 1678              | Thứ phi Trương thị        |          |                                                                     |
| 5  | Hòa Thạc Đoan Tĩnh Công chúa | 9 tháng 6, 1674   | Tháng 4, 1710     | Quý nhân Triệu Giai thị   | 1692     | Ô Lương hãn Cát Nhĩ Tang (噶爾臧)                                   |
| 6  | Cố Luân Khác Tĩnh Công chúa  | 4 tháng 7, 1679   | 1735              | Quý nhân Quách Lạc La thị | 1697     | Trát Tát Khắc Quận vương Đôn Đa Bố Đa Nhĩ Tể                        |
| 7  | Hoàng thất nữ                | 5 tháng 7, 1682   | Tháng 9, 1682     | Hiếu Cung Hoàng hậu       |          |                                                                     |
| 8  | Hoàng bát nữ                 | 13 tháng 7, 1683  | Tháng 7 – 8, 1683 | Hiếu Ý Hoàng hậu          |          |                                                                     |
| 9  | Cố Luân Ôn Hiến Công chúa    | 10 tháng 11, 1683 | Tháng 8 – 9, 1702 | Hiếu Cung Hoàng hậu       | 1700     | Thuấn An Nhan (舜安顏) của Đông Giai thị.                           |
| 10 | Cố Luân Thuần Khác Công chúa | 20 tháng 3, 1685  | 1710              | Thông tần                 | 1706     | Sách Lăng                                                           |
| 11 | Hoàng thập nhất nữ           | 24 tháng 10, 1685 | Tháng 6 – 7, 1686 | Ôn Hi Quý phi             |          |                                                                     |
| 12 | Hoàng thập nhị nữ            | 14 tháng 6, 1686  | Tháng 2 – 3, 1697 | Hiếu Cung Hoàng hậu       |          |                                                                     |
| 13 | Hòa Thạc Ôn Khác Công chúa   | 1 tháng 1, 1688   | Tháng 7 – 8, 1709 | Kính Mẫn Hoàng Quý phi    | 1706     | Thương Tân (倉津) họ Bác Nhĩ Tế Cát Đặc                             |
| 14 | Hòa Thạc Khác Tĩnh Công chúa | 16 tháng 1, 1690  | 1736              | Quý nhân Viên thị         | 1706     | Nhất đẳng nam Tôn Thừa Vận (孫承運).                                |
| 15 | Hòa Thạc Đôn Khác Công chúa  | 3 tháng 2, 1691   | Tháng 1, 1710     | Kính Mẫn Hoàng Quý phi    | 1709     | Đài cát Đa Nhĩ Tể (多爾濟) họ Bác Nhĩ Tế Cát Đặc.                   |
| 16 | Hoàng thập lục nữ            | 27 tháng 11, 1695 | Tháng 10–11, 1707 | Thứ phi Vương thị         |          |                                                                     |
| 17 | Hoàng thập thất nữ           | 12 tháng 1, 1699  | Tháng 12, 1700    | Thứ phi Lưu thị           |          |                                                                     |
| 18 | Hoàng thập bát nữ            | 17 tháng 11, 1701 | 1701              | Đôn Di Hoàng Quý phi      |          |                                                                     |
| 19 | Hoàng thập cửu nữ            | 30 tháng 3, 1703  | Tháng 2 – 3, 1705 | Tương tần                 |          |                                                                     |
| 20 | Hoàng nhị thập nữ            | 20 tháng 11, 1708 | Tháng 1 – 2, 1709 | Thứ phi Nữu Hỗ Lộc thị    |          |                                                                     |

### Con nuôi
- Cố Luân Thuần Hi Công chúa (28 tháng 10 năm 1671 – 7 tháng 12 năm 1741) là con gái trưởng của Cung Thân vương Thường Ninh, em trai của Khang Hi và Thứ Phúc tấn Tấn thị, từ nhỏ nuôi dưỡng trong cung. Năm 1690, phong Hòa Thạc Công chúa, hạ giá lấy Đài cát Ban Đệ của Khoa Nhĩ Thẩm bộ. Sang năm 1723, tấn phong Cố Luân Công chúa. Sau khi Ban Đệ qua đời thì trở về kinh sư, mất những năm Càn Long.

## Trong văn hóa đại chúng

### Tiểu thuyết
Trong tiểu thuyết võ hiệp Lộc đỉnh ký của nhà văn Kim Dung viết năm 1972, Khang Hi đã được xây dựng khá sát với hình tượng lịch sử, là một Hoàng đế kiệt xuất, văn võ song toàn bên cạnh nhân vật hư cấu Vi Tiểu Bảo. Tuy nhiên tác phẩm cũng có những chi tiết thực như diệt trừ Ngao Bái, dẹp Loạn Tam phiên, thu phục Đài Loan và chiến tranh với Nga, Mông Cổ.

### Phim ảnh
| Phim ảnh truyền hình                           | Diễn viên         |
| Năm 1977 《Lộc Đỉnh ký》                       | Trình Tư Tuấn     |
| Năm 1983 《Lộc Đỉnh ký》                       | Lưu Gia Huy       |
| Năm 1984 《Lộc Đỉnh ký》                       | Lưu Đức Hoa       |
| Năm 1984 《Ung Chính vương triều》             | Tiêu Hoàng        |
| Năm 1992 《Lộc Đỉnh ký》                       | Ôn Triệu Luân     |
| Năm 1996 《Khang Hi vi hành ký》               | Trương Quốc Lập   |
| Năm 1998 《Lộc Đỉnh ký》                       | Mã Tuấn Vĩ        |
| Năm 2000 《Tiểu Bảo và Khang Hi》              | Đàm Diệu Văn      |
| Năm 2000 《Lộc Đỉnh ký》                       | Lương Dịch Luân   |
| Năm 2001 《Vương Triều Khang Hi》              | Trần Đạo Minh     |
| Năm 2003 《Hoàng Thái Tử Bí Sử》               | Lưu Đức Khải      |
| Năm 2011《Bộ Bộ Kinh Tâm》                     | Lưu Tùng Nhân     |
| Năm 2011《Cung Toả Tâm Ngọc》                  | Thang Trấn Nghiệp |
| Năm 2012 《Thâm Cung Điệp Ảnh》                | Nghê Tề Dân       |
| Năm 2012 《Mỹ Ly cách cách》                   | Vương Tân         |
| Năm 2014 《Tân lộc Đỉnh ký》                   | Chung Hán Lương   |
| Năm 2016 《Tịch Mịch Không Đình Xuân Dục Vãn》 | Lưu Khải Uy       |
| Năm 2017 《Long Châu Truyền Kỳ》               | Tần Tuấn Kiệt     |
| Năm 2019《Mộng Hồi Đại Thanh》                 | Lưu Quân          |